# دی پیناکل
دی پیناکل (انگلیسی: The Pinnacle) ساختمان اداری ۶۰ طبقه مستقر در شهر گوانگ‌ژو، چین است، که در سال ۲۰۱۲ احداث گردید.